# Camponotus juliae
Camponotus juliae é uma espécie de inseto do gênero Camponotus, pertencente à família Formicidae.